# Organisation Schmelt
Organisation Schmelt – utworzona w 1941 w nazistowskich Niemczech organizacja mająca za zadanie budowę sieci obozów pracy przymusowej na Górnym Śląsku i eksploatację pracy więźniów (głównie narodowości żydowskiej) w tych obozach, założona i kierowana przez SS-Brigadeführera Albrechta Schmelta. Rozwiązana w 1943 r. w związku z narastającymi zarzutami wobec jej kierownika o malwersacje finansowe. 

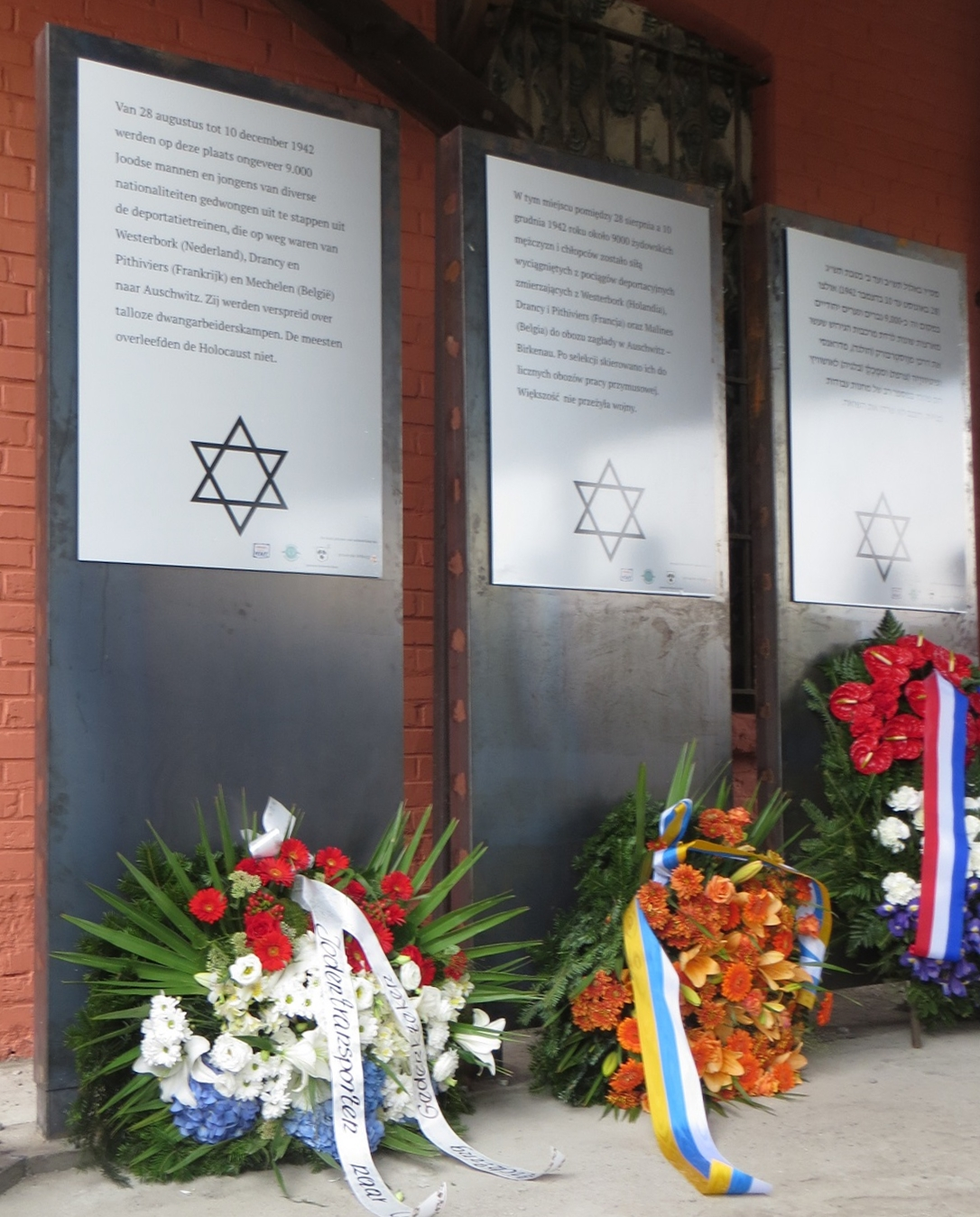
Tablice pamiątkowe na stacji w Koźlu

Organizacja stworzyła i prowadziła 177 obozów pracy z 50 tys. więźniów. Więźniowie byli zmuszani do prac na rzecz Niemiec, w tym budowy opolskiego odcinka autostrady A4. 